# Henning Mourier Lemche
Henning Mourier Lemche est un zoologiste danois, né le 11 août 1904 à Copenhague et mort le 4 août 1977.
Il est le fils de Soren Jacobsen et Inge née Mourier. Il fait ses études à l’université de Copenhague et obtient son doctorat en 1937. Il se marie le 17 avril 1932 avec Inger Sodemann dont il aura trois enfants.
De 1924 à 1948, il fait partie du laboratoire de zoologie de l’école d’agriculture et de science vétérinaire. À partir de 1949, il travaille au département de zoologie de l’université de Copenhague. Il y devient conservateur en 1955 et maître assistant en 1962.
Il fait partie, depuis 1948, de la Commission internationale de nomenclature zoologique.
Il est notamment l’auteur de Fra Molekyle til Menneske (1945) ainsi que de nombreux articles scientifiques. Il s’intéresse à la couleur des insectes ainsi qu’aux nudibranches. Il découvre le mollusque Neopilina, dernier descendant d’espèces fossiles.